# 11189 Rabeaton
11189 Rabeaton este un asteroid din centura principală de asteroizi.

## Descriere
11189 Rabeaton este un asteroid din centura principală de asteroizi. A fost descoperit pe 17 august 1998 la Socorro, New Mexico, în cadrul proiectului LINEAR. Asteroidul prezintă o orbită caracterizată de o semiaxă mare de 2,30 ua, o excentricitate de 0,14 și o înclinație de 7,4° în raport cu ecliptica.